# 264
Cette page concerne l'année 264  du calendrier julien. Pour l'année 264 av. J.-C., voir 264 av. J.-C. Pour le nombre 264, voir 264 (nombre).
L'année 264 est une année bissextile qui commence un vendredi.

## Événements
- Février/mars[1] : révolte de Zhong Hui, conquérant de Shu-Han, contre les Wei à Chengdu. Elle échoue et Zhong Hui est assassiné par ses propres troupes[2].
- 26 juillet : Sun Hao devient roi de Wu[3].

- Concile d'Antioche, premier d'une série de trois synodes tenus contre Paul de Samosate, accusé de considérer le Christ comme un homme ordinaire (adoptianisme)[4].

## Décès en 264
- Sun Xiu, roi de Wu.